# Bjärtbäcktjärnen
Bjärtbäcktjärnen är en sjö i Östersunds kommun i Jämtland som ingår i Ljungans huvudavrinningsområde.